# Август Вилхелм Фридрих Хартвиг фон Бюлов
Август Вилхелм Фридрих Хартвиг фон Бюлов (на немски: August Wilhelm Friedrich Hartwig von Bülow; * 10 април 1769 в рицарското имение Шнеленберг до Люнебург; † 18 юни 1841 във Винкелхоф близо до Нордволде в Долна Саксония) е благородник от стария род Бюлов от Мекленбург.
Той е вторият син на Кристиан Фридрих фон Бюлов (1737 – 1796) и съпругата му Луиза Гертруд София фон Мединг (1741 – 1822), дъщеря на Георг Лудвиг фон Мединг (1700 – 1766) и София фон Вурмб (1709 – 1774). Той е роден в имението Шнеленберг до Люнебург, което от 1360 г. е собственост на фамилията на майка му „фон Мединг“.
Внук е на Корд Ханс фон Бюлов (1696 – 1755) и Хартвига Доротея фон Бюлов (1711 – 1757), дъщеря на
Хартвиг фон Бюлов (1674 – 1711) и Катарина Луиза фон Негенданк (1674 – 1727).
Брат е на Георг Бернхард фон Бюлов (1768 – 1854) и Вернер Лудвиг фон Бюлов (1778 – 1849).

## Фамилия
Август Вилхелм Фридрих Хартвиг фон Бюлов се жени на 19 август 1795 г. в Прюцен, Мекленбург за Фридерика Йоахима Кунигунда фон Басевитц (* 3 октомври 1773, Дуквитц до Гнойен; † 21 май 1852, Грамбов, Мекленбург), дъщеря на Лютке фон Басевитц (1728 – 1796) и София фон Преен (1725 – 1813). Те имат две деца:
- Фридрих фон Бюлов (1801 – 1875), женен за Луиза фон Бюлов (1810 – 1863), дъщеря на Вернер Лудвиг фон Бюлов (1778 – 1849) и Юлия фон Ходенберг (1792 – 1864); имат дъщеря
- Августа Фердинанда фон Бюлов (* 15 декември 1807, Грос Келе при Рьобел; † 2 септември 1881, Шверин), омъжена на 27 август 1830 г. в Грос Келе при Рьобел, Мекленбург за Фридрих Вилхелм Кристоф Карл фон Пасов (* 11 юни 1803, Грамбов; † 16 март 1889, Шверин)